# Villar del Buey
Villar del Buey község Spanyolországban,  Zamora tartományban. Villar del Buey Fermoselle, Vitigudino, Sardón de los Frailes, Salce, Roelos de Sayago, Bermillo de Sayago, Muga de Sayago, Fariza és Miranda do Douro községekkel határos. Lakosainak száma 514 fő (2024).

## Népesség
A település népessége az utóbbi években az alábbiak szerint változott:
| Lakosok száma | 833  | 801  | 757  | 737  | 700  | 663  | 606  | 571  | 529  | 514  |
|               | 2001 | 2004 | 2007 | 2009 | 2012 | 2014 | 2017 | 2019 | 2022 | 2024 |